# Fresnoy-au-Val
Fresnoy-au-Val é uma comuna francesa na região administrativa de Altos da França, no departamento de Somme. Estende-se por uma área de 8,07 km². Em 2010 a comuna tinha 245 habitantes (densidade: 30,4 hab./km²).